# Jean Gaston Darboux
Jean-Gaston Darboux [žán gastón darbú], francoski matematik, * 14. avgust 1842, Nîmes, Francija, † 23. februar 1917, Pariz, Francija.
Darboux je najbolj znan po svojih doprinosih k geometriji in matematični analizi. Bil je Poincaréjev življenjepisec, uredil je Fourierjeva zbrana dela.

## Življenje in delo
Doktoriral je leta 1866 na École Normale Supérieure pod Chaslesovim mentorstvom z dizertacijo O ortogonalnih ploskvah (Sur les surfaces orthogonales). Leta 1884 so ga izbrali za člana Francoske akademije znanosti. V letu 1900 je postal stalni tajnik njene Matematične sekcije.
Njegovi dosežki na področju diferencialne geometrije ploskev so izšli v štirih zvezkih med letoma 1887 in 1896.

## Priznanja
Kraljeva družba ga je leta 1902 izbrala za svojega tujega člana, leta 1916 pa mu je podelila Sylvestrovo medaljo.

### Poimenovanja
Po njem se imenuje asteroid glavnega pasu 18734 Darboux in Darbouxjev otok ob Antarktičnem polotoku.

## Dela
1887-96. Leçons sur la théorie générale des surfaces et les applications géométriques du calcul infinitésimal. Gauthier-Villars:
- 1. del
- 2. del
- 3. del
- 4. del